# Oker (Schiff, 1988)
Die Oker (A 53) ist ein Flottendienstboot der Oste-Klasse der Deutschen Marine. Die Oker gehört zur Einsatzflottille 1 und dort zum 1. Ubootgeschwader mit dem Heimathafen Eckernförde. Namensgeber ist der Fluss Oker in Niedersachsen.

## Beschreibung
Die Flottendienstboote der Oste-Klasse wurden zu Zeiten des Kalten Krieges als Aufklärungseinheiten konzipiert. Inzwischen hat sich das Aufgabengebiet der Oker und ihrer Schwesterschiffe Oste und Alster verändert, indem es um Frühwarn- und Fernmeldeaufgaben in Zusammenarbeit mit anderen Einheiten deutscher und internationaler Streitkräfte erweitert wurde.
Das derzeitige Schiff Oker wurde am 10. November 1988 als Nachfolger für das gleichnamige Vorgängerschiff, einen umgebauten ehemaligen Seitentrawler, in Dienst gestellt. Die alte Oker wurde nach ihrer Dienstzeit 1961–1988 an die griechische Marine verkauft und dort noch einige Jahre eingesetzt.

## Einsätze
Ab Januar 1999 war die Oker im Zuge der Kosovo Verification Mission und anschließend im Zuge der Operation Allied Force in der Adria eingesetzt.
Einen Bericht der Bild am Sonntag im August 2012 über ein „Spionageboot vor Syrien“ wies das Verteidigungsministerium zurück, bestätigte aber, dass die Oker „in internationalen Gewässern im östlichen Mittelmeer“ eingesetzt wird. Zwar wurde der Einsatz, bei dem auch Erkenntnisse mit anderen NATO-Partnern geteilt wurden, als Routine bezeichnet, verschiedene Oppositionspolitiker bezweifelten aber die Vereinbarkeit des Einsatzes mit dem UNIFIL-Mandat, insbesondere wenn tatsächlich Informationen von Bürgerkriegsparteien genutzt werden sollten.